# Ki (mitologija)
Ki  je bila v sumerski mitologiji boginja zemlje in glavna žena boga neba Ana/Anuja.
V nekaterih mitih sta Ki in An brat in sestra, potomca Anšarja ("os neba") in Kišar ("os zemlje"), pred tem poosebljenji neba in zemlje.
Kot Anujeva žena je bila mati Anunakov, med katerimi je bil najvidnejši bog zraka Enlil. Po enem od mitov sta bila nebo in zemlja do Enlilovega rojstva neločljiva. Po njegovem rojstvu je Anu odnesel nebesa, Ki in Enlil pa sta vzela zemljo.
Nekaj poznavalcev se sprašuje, ali je Ki sploh veljala za božanstvo, ker ni nobenega dokaza o njenem kultu, ime pa se pojavlja le v omejenem številu sumerskih besedil o stvaritvi. Samuel Noah Kramer prepoznava Ki v sumerski boginji materi  Ninhursagi in trdi, da sta bili prvotno ista oseba.
Ki se je kasneje razvila v babilonsko in akadsko boginjo Antu, ženo boga Anuja (iz sumerskega An).

## Vir
- Michael Jordan, Encyclopedia of Gods, Kyle Cathie Limited, 2002